# Mihai Țurcaș
Mihai Țurcaș (ur. 18 listopada 1942 w Braszowie, zm. 24 grudnia 2002) – rumuński kajakarz. Dwukrotny medalista olimpijski.
Brał udział w dwóch igrzyskach (IO 64, IO 68), na obu zdobywając medale w kajakowej czwórce na dystansie 1000 metrów: brąz w 1964 oraz srebro w 1968. W 1964 płynęli z nim Simion Cuciuc, Atanasie Sciotnic i Aurel Vernescu, w 1968 rumuńską osadę tworzyli ponadto Anton Calenic, Haralambie Ivanov i Dimitrie Ivanov. Na mistrzostwach świata zdobył złoto w 1966 również w czwórce. Na mistrzostwach Europy zdobył srebro w 1965 w czwórce na 1000 metrów oraz dwa złote medale w 1967 (czwórka na dystansie 1000 metrów i sztafeta w jedynce na 500 metrów).